# IRGW-Gemeindezentrum Ulm

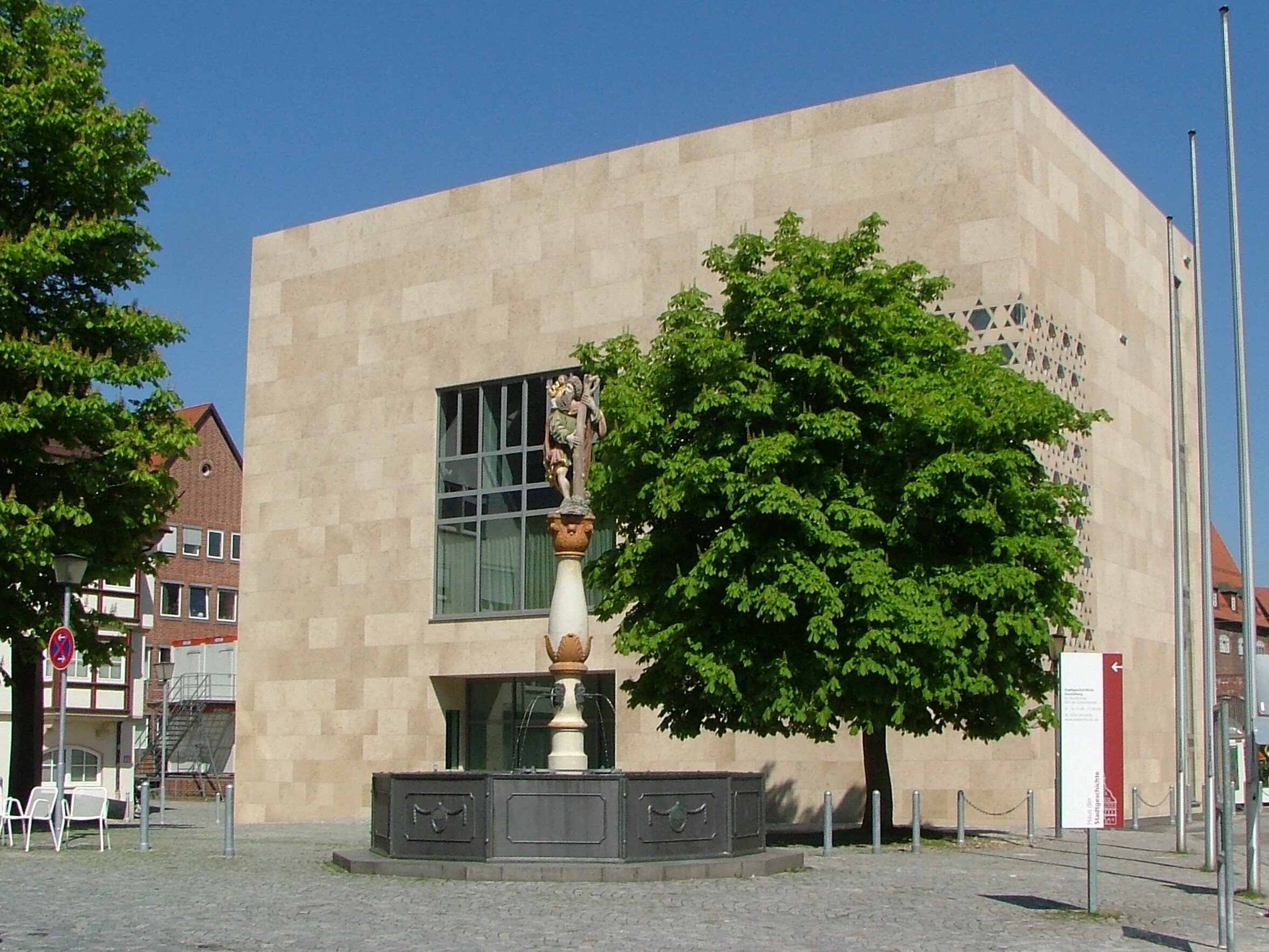
Neue Synagoge auf dem Weinhof in Ulm (Foto 2013)

Das IRGW-Gemeindezentrum am Weinhof ist der offizielle Name des Gemeindezentrums der orthodoxen jüdischen Gemeinde Ulm. Bauherr und Eigentümer des Gemeindezentrums am Weinhof ist die Israelitische Religionsgemeinschaft Württembergs (IRGW) mit Sitz in Stuttgart.

## Lage und Beschreibung
Das Gemeindezentrum liegt im Herzen der Altstadt von Ulm in prominenter Lage direkt neben dem Schwörhaus am Ulmer Weinhof und umfasst eine Synagoge, eine Mikwe, einen Gemeindesaal, eine Bibliothek, einen Kindergarten und ein Jugendzentrum. Die feierliche Einweihung des Gebäudes erfolgte am 2. Dezember 2012 (nach dem jüdischen Kalender 18. Kislew 5773) in Anwesenheit des deutschen Bundespräsidenten Joachim Gauck, des israelischen Botschafters in Deutschland Yakov Hadas-Handelsman, des türkischen Generalkonsuls Mustafa Türker Ari, der deutschen Bundesbildungsministerin Annette Schavan und des Ministerpräsidenten des Landes Baden-Württemberg Winfried Kretschmann.
Der Bau wurde nach Entwürfen der Architektin und Stadtplanerin Susanne Gross aus Köln errichtet. Nur wenige Meter entfernt befand sich die in den Novemberpogromen 1938 zerstörte alte Ulmer Synagoge. Vor dem Ulmer Neubau wurde lediglich die Stuttgarter Synagoge nach dem Zweiten Weltkrieg in Württemberg neu gebaut.

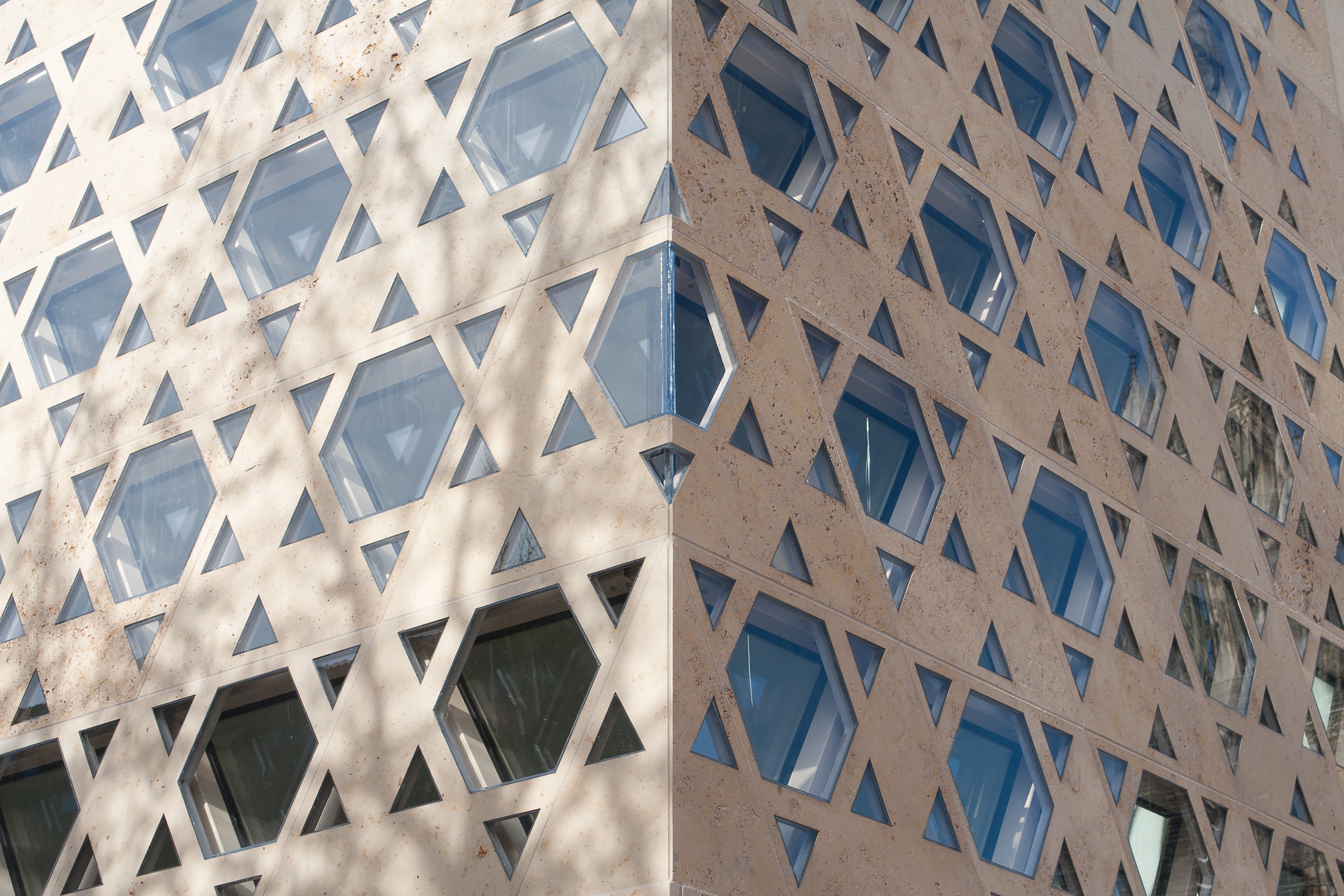
Neue Synagoge: „Jerusalemfenster“

„Die Synagoge und das jüdische Gemeindezentrum sind in einem einzigen Baukörper zusammengefasst. Der kompakte Quader steht frei auf dem Platz. Die Position ergibt sich aus der Geschichte: in der Pogromnacht 1938 wurde die ehemalige Synagoge, die in die Straßenrandbebauung des Weinhofes eingefasst war, zerstört. Nach dem zweiten Weltkrieg wurde die Lücke mit einem Gebäude profaner Nutzung bebaut. So verlor die Synagoge ihren angestammten Platz im Zentrum der Stadt Ulm. Das Bauwerk der jetzigen Synagoge hat ein neues Grundstück eröffnet. Als wäre die Synagoge von ihrer ehemaligen Position aus einen Schritt nach vorne getreten, hat sie sich ihren Standort zurückerobert. Ohne baulichen Saum steht sie als Solitär auf dem Weinhof.“

An der Südostecke des Neubaus befindet sich das sogenannte „Jerusalemfenster“ mit einem Muster aus Davidsternen. Für die Synagoge stiftete die aus Ulm stammende und vor dem Nationalsozialismus nach Palästina geflohene Familie Strauss den Thoraschrein. Herr Widerker Junior spendete zusammen mit seiner Frau die Tora-Rolle.
Rabbiner in Ulm ist Shneur Trebnik.

## Brandanschlag vom 5. Juni 2021
In den Morgenstunden des 5. Juni 2021 kam es zu einem Brandanschlag auf das Gemeindezentrum. Laut Mitteilung der Polizei leerte ein Unbekannter eine Flüssigkeit aus einer Flasche auf den Boden und zündete die Flüssigkeit an. Ein Zeuge verständigte sofort Feuerwehr und Polizei, der zunächst unbekannt bleibende Täter konnte fliehen. Als Sachschaden entstand eine verrußte Fassade. Im September 2023 erhob die Staatsanwaltschaft Ulm Anklage gegen einen 47-jährigen Ulmer mit türkischem Pass wegen versuchter schwerer Brandstiftung und gemeinschädlicher Sachbeschädigung. Im Januar 2024 verurteilte das Landgericht Ulm den Angeklagten entsprechend dem Anklagevorwurf und dem Antrag der Staatsanwaltschaft folgend zu einer Freiheitsstrafe von zwei Jahren und neun Monaten. Die Verurteilung ist durch Verwerfung der Revision mit Beschluss des Bundesgerichtshofs vom 27. Mai 2024 rechtskräftig.